# Zapotitla, Huejutla de Reyes
Zapotitla är en ort i Mexiko.   Den ligger i kommunen Huejutla de Reyes och delstaten Hidalgo, i den sydöstra delen av landet, 200 km norr om huvudstaden Mexico City. Zapotitla ligger 189 meter över havet och antalet invånare är 629.
Terrängen runt Zapotitla är kuperad åt sydväst, men åt nordost är den platt. Runt Zapotitla är det ganska tätbefolkat, med 199 invånare per kvadratkilometer. Närmaste större samhälle är Huejutla de Reyes, 2,8 km öster om Zapotitla. Omgivningarna runt Zapotitla är en mosaik av jordbruksmark och naturlig växtlighet.